# Сухаче
Сухаче (болг. Сухаче) — село в Болгарии. Находится в Плевенской области, входит в общину Червен-Бряг. Население составляет 755 человек.

## Политическая ситуация
В местном кметстве Сухаче, в состав которого входит Сухаче, должность кмета (старосты) исполняет Иван Йотов Иванов (независимый) по результатам выборов правления кметства.
Кмет (мэр) общины Червен-Бряг — Данаил Николов Вылов (независимый) по результатам выборов в правление общины.